# 尹珹淳
尹 珹淳（ユン・ソンスン、朝鮮語: 윤성순、1898年5月25日 - 1971年4月20日または1975年1月1日）は、日本統治時代の朝鮮および大韓民国の鉱業所長、教育者、公務員、政治家、実業家。第4代交通部（現・国土交通部）長官、第2・3・4代韓国国会議員。本貫は坡平尹氏。

## 経歴
京畿道抱川郡またはソウル出身。京畿中学校、京城高等工業学校鉱山科、ミネソタ大学、ヒューロン大学、アメリカン大学院、コロンビア大学卒（哲学博士）。朝鮮日報通信員、京城貞信女学校教務主任、梨花女子専門学校教授兼学監、大同鉱業株式会社参事、舒川黒鉛鉱業所長、城津・端川などの北鮮黒鉛鉱業所長を経て、光復後は三陟開発株式会社社長代理、温陽農芸中学校校長、忠清南道商工局長・学務局長・内務局長、商工部鉱業局長、内務部秘書室長、大韓技術総協会理事長、在日居留民団本国出張所賛助会会長、韓国建設協会会長、第4代交通部長官（1953年2月3日～1954年2月9日）、考試委員、国会交逓委員長・全院委員長・商工委員長・外務委員長、自由党中央委員、大韓旅行社総裁を務めた。
1971年4月20日、持病によりソウル市龍山区の自宅で死去。享年74。